# Didymodon contortus
Didymodon contortus là một loài rêu trong họ Pottiaceae. Loài này được Herzog mô tả khoa học lần đầu tiên vào năm 1916.